# 龍目井 (龍井區)
24°11′55″N 120°32′54″E / 24.198715°N 120.548385°E
龍目井，是位於臺灣臺中市龍井區龍泉里的水井，為該區地名的由來，也是彰化八景之一。

## 井名
《彰化縣志》卷一．封域志：
|  | 龍目井在邑治北十七里...旁有兩石，狀若龍目，故名。 |

另一名稱由來是村長陳深波說明，先人在大肚溪附近、今龍新路發現兩處相鄰的泉水穴，兩口井有如龍的雙眼，所以有此名。還有傳說是過去先人發現泉旁有了一塊外形像似龍首的天然石，其上具一對神采弈弈的眼球，因此喚作「龍目井」，並認為泉水能治療任何難症，於是各地膜拜求治者紛至沓來，也建廟祭祀，可是不久被荷蘭人破壞龍眼。1954年報導時井旁僅存像是眼窟的凹洞，1987年記者趙鎮藩採訪時已補嵌上。
日治時期，茄投庄取「龍目井」之頭尾二字改稱「龍井」。2005年報導時，龍井鄉是臺灣行政區劃唯一將井名當成地名的鄉鎮。

## 狀況
《彰化縣志》卷一．封域志：
|  | 龍目井...其泉湧起數尺，如噴玉花，山下田數百畝，皆資此泉灌溉，色清味甘，里人多汲焉... |

世居龍泉村的洪裕泰表示，龍泉村的泉脈很近地表，泉眼就在龍目井處，但井邊以往是澇地，不易著力，所以村民用樟樹頭擺在泉邊好汲水，卻傳出井水是由壞死樟樹根部自然湧出的說法。村民楊萬居回想，此井可灌溉三十餘甲良田，不斷湧出的泉水一下子就可注滿大水桶。

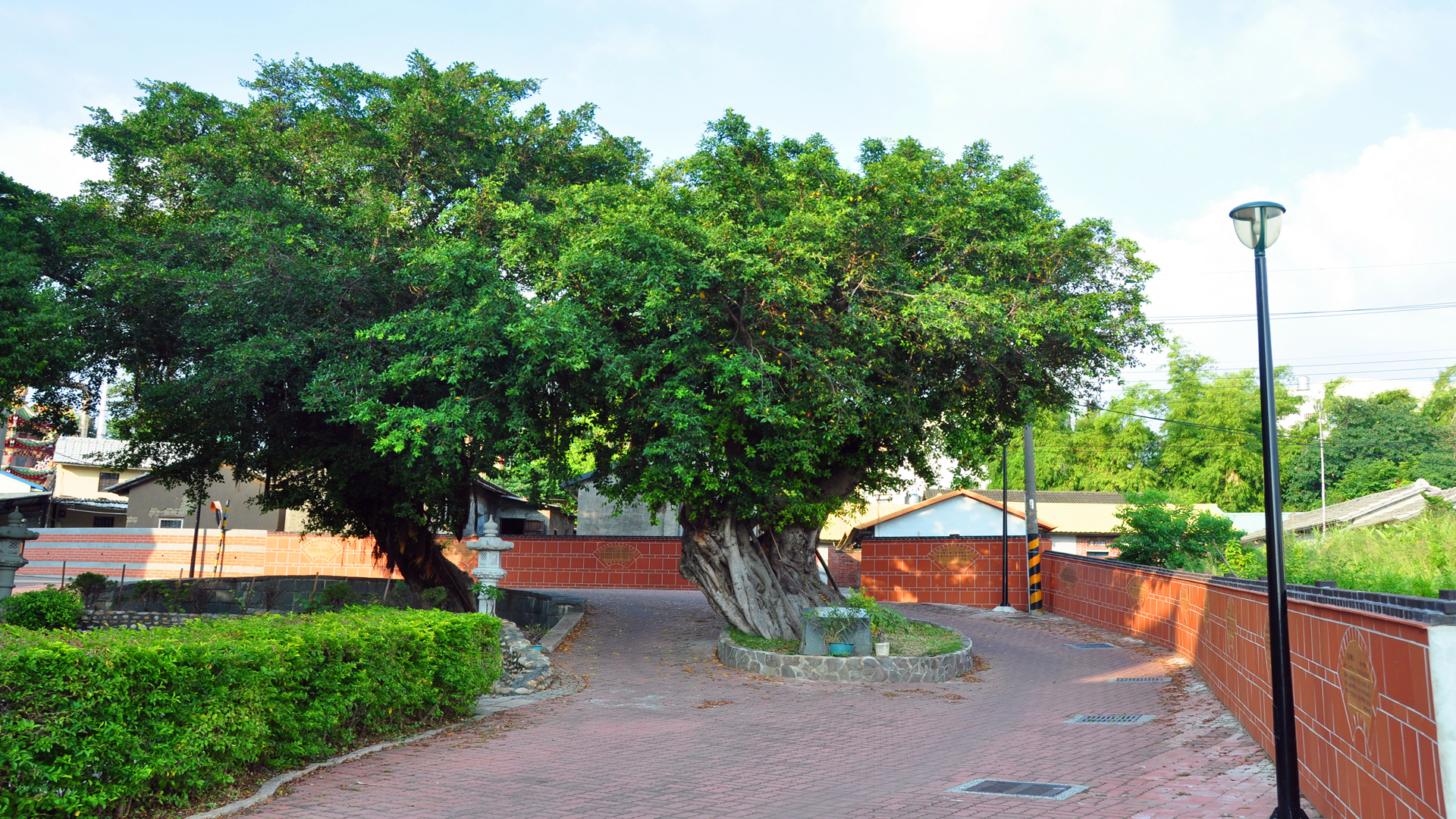
龍目井昔日雙榕抱泉樣貌

道光十二年（1832年）李延璧、周璽編著《彰化縣志》，將此井以「龍井觀泉」之名收錄為彰化八景之一。因井旁曾有兩棵榕樹，故也稱「雙榕抱泉」。居民將井旁的榕樹下處稱為「皇帝殿」，置石桌、石椅、烹井水品茗聊天。
相傳縣治原先要設在此地，但彰邑人不肯罷休，暗中撒下很多鹽份於龍目井內，乾隆皇喝了認為太鹹不中用，於是縣城決定建在今天的彰化。據林衡道所述的另一版本是彰邑人乘機將杯子故意調換，讓乾隆皇誤把較好的龍目井水的當成彰化，縣城就設在彰化了。蓮蕉井版的建城選址傳說則是官府取蓮蕉井水與彰化的泉水比重，彰邑人在他們彰化的泉水中加鹽而勝出。
1954年新聞，此深只及四尺的井依然盛噴。1960年初，時任東海大學教職的詹姆斯·亨德，為改善大肚山巔部落的缺水問題，就是計劃從龍泉村抽取地下水。1960年代颱風，井遭水淹，經清理後已無法恢復舊觀。該年代中泰紙業在此建立衛生紙廠、東記紙廠建立白紙板紙廠。因設立多家造紙廠大量抽地下水，加上龍井地勢較高，井水無法再自動流出。面對井水枯竭，村民遂用磚頭圍成四角形井池，以方便洗衣。1987年，當地的大昌紙廠正在擴充產能。同年報導時村民認為隨井水日漸枯竭，風水地理被破，導致附近的大戶人家幾乎家道中落。
二十世紀末，井再翻修時大量採用磁磚、水泥，破壞石砌原貌，連出水口都不見。2004年，縣議員黃錫嘉向縣府交旅局觀光課爭取新台幣一百八十餘萬元經費，將這座已二十年沒水的井下挖十餘公尺，以能繼續出水，並加裝不銹鋼蓋。後來泉水能再汨汨湧出，推測是因不少工廠外移，減少抽地下水之故，也被地方視為龍井再繁榮的吉兆。臺中縣文化資產審議委員會於2007年1月24日勘查是否要將該井列為文化景觀，但後遭否定。藉由黃錫嘉再爭取市府修復舊觀，2014年年尾完工。